# K'inich Janaab' Pakal I.
K'inich Janaab' Pakal I. (23. března 603 – 28. srpna 683), známý také jako Pakal Veliký byl nejznámější vládce mayského městského státu Palenque. Na trůn nastoupil ve 12 letech 29. července 615 a dožil se 80 let. V době nezletilosti za něj vládla jeho matka. Jeho jméno znamená v mayštině „Velké slunce“ (K'inich) – „Štít“ (Pakal) – „Zářivý“ (Janaab').
K'inich Janaab' Pakal I. obnovil moc státu Palenque po sérii neúspěchů během konfliktů s Calakmulem a zahájil výstavbu objektů, které se dochovaly na současném archeologickém nalezišti.
Objev jeho hrobky v roce 1952 patří k nejdůležitějším v mayské archeologii.

## Populární kultura
Pacal II je vládcem Mayů ve videohře Civilizace IV.: Beyond the Sword stejně jako jeho pokračování Civilization V.